# Satires (L'Arioste)
 (mars 2021).
 (mars 2021).
- Si vous ne connaissez pas le sujet, laissez ce bandeau (vous pouvez alors contacter les auteurs).
- Si vous supprimez le contenu mis en cause (vous pouvez préalablement contacter les auteurs),

argumentez précisément cette suppression dans la page de discussion
(un manque de référence n'est pas un argument ; une recherche réelle de référence doit avoir été effectuée, être formellement documentée).
Pour les articles homonymes, voir Satire (homonymie).
Les Satires de L'Arioste est un recueil de satires écrit entre 1517-1525 à Ferrare, dans la région Reggio d'Emilie. Elles occupent une place particulière dans les œuvres qu'il a pu écrire dans sa vie. Son tout premier chef-d'œuvre le Roland furieux, achevé en 1533, connut un grand succès ; cependant les Satires connurent un succès plus important. Les plus réussies des œuvres mineures de L'Arioste sont donc les sept satires composées en tercets, et adressées à ses proches. Elles s'inspirent d'événements et de situations de la vie réelle et traitent de la défense de la dignité de l'écrivain, de la condamnation des corruptions du clergé, de l'aspiration à une vie recueillie, studieuse et sans ambition, des défauts et des vices des humanistes, et de la vie conjugale.
On dénombre sept satires écrites à des dates différentes et adressées à divers destinataires.
D'après Cesare Segre, en effet, les Satires nous représentent le poète dans sa pleine maturité. On peut faire allusion au fonctionnement dialogique des Satires de l'Arioste : il s'adresse chaque fois à un ou plusieurs destinataires, qui (pour l'histoire) n'ont pas pris la liberté de répondre par écrit, tout au moins pas à notre connaissance.

## Résumé
- Satire I : A Messire Alexandre Arioste et Messire Ludovic de Bagno (1517). L'Arioste s'adresse aux deux destinataires, qui ont suivi Hyppolyte à Agria, pour réitérer les motifs qui l'ont conduit à ne pas s'y rendre.
- Satire II : A Messire Galasso Arioste, son frère (1517). L'Arioste est sur le point de partir pour Rome, où il cherche à s'assurer un bénéfice ecclésiastique.
- Satire III : A Messire Hannibal Malegucio, son cousin (1518). Le poète lui expose les changements que lui a apportés le passage du service du cardinal Hippolyte.
- Satire IV : A Messire Sigismond Maleguvio, frère de Hannibal Malegucio (1523). L'Arioste compose sa satire exactement un an après sa nomination en tant que commissaire d'Alphonse d'Est chargé de la Garfagnana.
- Satire V : A Messire Hannibal Malegucio, destinataire de la Satire III (1520). À l'approche du mariage d'Hannibal, l'Arioste se livre à des réflexions sur les risques et les avantages du mariage.
- Satire VI : A Messire Pietro Bembo, l'homme de lettres, (1524-1525). Le poète s'adresse au grand homme de lettres, lui demandant de lui suggérer le nom d'un bon précepteur pour son fils Virginio âgé de quinze ans.
- Satire VII : A Messire Bonaventura Pistofilo, secrétaire du Duc, (1524). Réponse à Pistofilo, chancelier ducal, qui avait proposé à l'Arioste la charge d'ambassadeur auprès du nouveau pape Clément VII[3].

## Analyse
Les sept satires qui nous sont parvenues par une édition de 1534 s'échelonnent entre l'automne 1517 et le printemps 1525. Le point de départ de L'Arioste est toujours d'ordre personnel. Quand il disserte et nous parle du mariage, il prend pour prétexte qu'il n'est pas marié, pour traiter plusieurs fois de son célibat endurci. Le caractère autobiographique des Satires dans ces vers nous en apprend plus sur la vie du poète que les deux cents lettres qu'on a conservées de lui. L'Arioste ne se place pas en accusateur public, il ne se retranche pas d'un univers contestable avec pour seul dessein de le flétrir. Les Satires sont plutôt l'œuvre d'un homme qui se considère au milieu du monde tel qu'il va et y cherche sa place et sa chance. S'il raille les coureurs de profit, il se compte franchement, en s'adressant à son frère Galasso, parmi eux : qu'il obtienne le bénéfice convoité, il en confiera la charge à un homme de bien qui l'assumera au péril de son âme, et il restera laïc, se contentant de son revenu.
Selon Cesare Segre, dans les Satires, L'Arioste s'inspire du thème de l'ambition et de la chasse aux bénéfices ecclésiastiques. Au lieu de prêcher contre les vices d'orgueil, d'avarice, de simonie, L'Arioste nous met devant les yeux les hommes innombrables, particulièrement d'église, qui les pratiquent. Sa répugnance envers ces vices n'en appelle pas à des idéaux abstraits, mais est ramenée, euphémiquement, à une sorte de répugnance instinctive.
Sa philosophie, qu'il s'agisse de l'étiquette polie ou des affaires quotidiennes des humains et des gens, est essentiellement laïque par nature, avec une sorte de doctrine : il faut profiter de la vie, s'abandonner à la nature, et l'amour et la beauté en font partie. Pour L'Arioste, l'amitié et l'affection sont des valeurs qui surpassent la renommée et l'honneur.